# 施佩萨特山
施佩萨特山（德語：Spessart，發音：[ˈʃpɛsaʁt] ⓘ）是德国巴伐利亚州和黑森州的山脉，与福格爾斯山、倫山和奥登林山接壤。海拔最高处为盖尔斯山，海拔586米。
“Spessart”一名源于“Spechtshardt”，其中“Specht”在德语中意为“啄木鸟”，而“Hardt”则是一个过时的词，意为“丘陵森林”:10:3。